# Ландтаг Свободного государства Анхальт
Ландтаг Свободного государства Анхальт (нем. Der Landtag des Freistaates Anhalt): — парламент Свободного государства Анхальт — одной из земель Германии в период  Веймарской республики. Функционировал с 1919 по 1934 год. Заседания проводились в Дессау.

## История
8 ноября в Дессау были сформированы первые рабочие и солдатские советы под председательством мэра Дессау Фрица Гессе, а уже 12 ноября 1918 года Ангальт стал республикой, так как принц-регент Ариберт фон Анхальт отказался от престола от имени несовершеннолетнего герцога Иоахима Эрнста фон Анхальта и всей княжеской семьи Анхальт. 14 ноября было сформировано временное коалиционное правительство с участием СДПГ и Немецкой демократической партии, его возглавил Вольфганг Гейне (СДПГ).
Выборы в ландтаг проводились 15 декабря 1918 года, 6 июля 1920 года, 22 июня 1924 года, 9 ноября 1924 года, 20 мая 1928 года и 24 апреля 1932 года. Седьмой созыв был сформирован на основании временного закона об интеграции земель рейха от 31 марта 1933 года. Обязанности президентов ландтага последовательно выполняли Генрих Пеус (1918—1928, СДПГ), Ричард Паулик (1928—1932, СДПГ) и Вольфганг Николай (1933—1934, НСДАП).
На состоявшихся в декабре 1918 года выборах в учредительное государственное собрание — ландтаг — СДПГ получила абсолютное большинство (58,03 %), но сохранила коалицию с Немецкой демократической партией. Конституция Анхальта, над проектом которой работало учредительное собрание, была принята 18 июля 1919 года.
На выборах в ландтаг 6-го созыва 24 апреля 1932 года НСДАП стала крупнейшей фракцией с 15 местами. При поддержке Немецкой национальной народной партии 21 мая 1932 года Альфред Фрейберг был избран премьер-министром, став первым премьер-министром земельного правительства — членом НСДАП.
С принятием закона о реорганизации Рейха от 30 января 1934 года ландтаг был распущен. Документы были переданы в Государственный архив Ангальта, большая часть фондов считается утраченной во время войны. После Второй мировой войны в советской оккупационной зоне вместо Анхальта было основано государство Саксония-Анхальт, его ландтаг стал преемником ландтага Анхальта.

## Выборы

### Избирательная система
Правовой основой выборов в парламент штата были Конституция Анхальта от 18 июля 1919 года и закон о выборах от 7 мая 1920 года.
В соответствии со статьёй 7 Конституции Анхальта 1919 года парламент состоял из 36 депутатов, которые избирались по пропорциональной системе в едином избирательном округе с закрытыми списками на основе равного, свободного и тайного голосования. Срок полномочий составлял 3, а с 1923 года — четыре года. Активное и пассивное избирательное право наступало в 21 год. Женщины имели право голоса.
Применялся метод Хэра-Нимейера.
Ландтаг созывается Государственным советом не позднее, чем на двадцатый день после проведения выборов.

### Полномочия ландтага
Ландтаг заседает публично и гласно. По запросу Государственного совета или четверти депутатов ландтаг созывает тайное заседание. Решение в этом случае требует большинства в две трети присутствующих депутатов. Деятельность ландтага регулируется посредством процедурных правил, установленных ландтагом. В соответствии с этими правилами, ландтаг определяет свою структуру, избирает председателя и двух его заместителей.
Председатель ландтага осуществляет руководство сотрудниками ландтага и специальными учреждениями, созданными внутри ландтага и при нем. Он представляет ландтаг как орган государственной власти в суде и при взаимодействии с другими органами власти как земельного, так и федерального уровня.
Ландтаг обладает правом законодательной инициативы наравне с Государственным советом. Законопроект также может быть внесён на референдуме; в этом случае, он должен получить поддержку не менее 25 % избирателей, имевших право голоса на последних выборах. В этом случае Государственный совет вносит его в парламент. К полномочиям ландтага, в соответствии с Конституцией, относились:
— Законодательная деятельность, утверждение доходов и расходов государственного бюджета, контроль внутренней политики, взаимоотношений между землёй и федеральным правительством, вопросы государственного управления;
— Осуществление контрольно-надзорных функций за правительством и администрацией, выборы государственного министерства и его разрешение от полномочий.
Ландтаг также имеет право:
— по требованию четверти от установленного законом числа депутатов создавать комитеты для расследования злоупотреблений в деятельности администрации земли и муниципалитетов; комиссия имеет право собирать доказательства, все органы государственной власти и местного самоуправления обязаны удовлетворять запросы и предоставлять доступ к документам. Производство в комитете публичное, решение о закрытом производстве может быть принято двумя третями голосов.
— требовать присутствия членов Государственного совета в ландтаге и его комитетах в любое время по запросу ландтага.

### Права депутатов ландтага
Депутаты ландтага представляют народ, не связаны императивным мандатом и руководствуются в работе своей совестью. Они не могут быть подвергнуты судебному преследованию, любым взысканиям или иным образом привлечены к ответственности из-за голосования или заявлений, сделанных ими при осуществлении депутатской деятельности.
Депутат не может быть арестован или вызван для проведения следственных действий без его согласия, за исключением случаев ареста на месте преступления или в течение дня, в который это преступление было совершено. Депутат может отказаться от дачи показаний о сведениях, которые были получены ими в ходе депутатской деятельности, и лицах, предоставивших им такие факты.
По требованию ландтага депутату может быть предъявлено обвинение в коррупции или нарушении решения о неразглашении сведений, полученных в ходе закрытых заседаний ландтага или его комитетов. Для такого обвинения необходимо большинство в две трети от установленного числа депутатов. Ходатайство о выдвижении обвинения должно быть подписано не менее, чем четвертью от установленного числа и внесено в повестку не позднее трех дней до дня рассмотрения.
Уголовное преследование против члена ландтага может быть приостановлено по запросу ландтага на время сессии.
Депутат может отказаться от членства в ландтаге, для чего должен уведомить президента ландтага в письменной форме. Отказ от мандата вступает в силу, когда последний официально подтвердит получение уведомления.

## Результаты выборов
| выборы/количество мест                                                                                                | 1 созыв (15.12.1918) | 2 созыв (06.07.1920) | 3 созыв (22.06.1924) | 4 созыв (09.11.1924) | 5 созыв (20.05.1028) | 6 созыв (24.04.1932) | 7 созыв (05.03.1933) |
| --- | -------------------- | -------------------- | -------------------- | -------------------- | -------------------- | -------------------- | -------------------- |
| Социал-демократическая партия Германии                                                                                | 22                   | 13                   | 13                   | 15                   | 15                   | 12                   | 9                    |
| Германская демократическая партия                                                                                     | 12                   | 6                    | 1                    | 3                    | 2                    | 1                    |                      |
| Немецкая национальная народная партия                                                                                 | 2                    | 6                    | 4                    |                      | 2                    | 2                    | 3                    |
| Независимая социал-демократическая партия Германии                                                                    |                      | 6                    |                      |                      |                      |                      |                      |
| Имперская партия немецкого среднего класса                                                                            |                      |                      |                      |                      | 1                    |                      |                      |
| Немецкая народная партия                                                                                              |                      | 5                    | 6                    |                      | 6                    | 2                    |                      |
| Земельная лига |                      |                      | 3                    |                      | 4                    |                      |                      |
| Коммунистическая партия Германии                                                                                      |                      |                      | 4                    | 2                    | 3                    | 3                    | 4                    |
| Германская федерация земельных реформ                                                                                 |                      |                      | 1                    | 1                    |                      |                      |                      |
| Домовладельцы |                      |                      | 2                    |                      | 2                    | 1                    |                      |
| Национальное сообщество (блок Немецкой народной партии, Немецкой национальной народной партии и Земельной ассоциации) |                      |                      |                      | 14                   |                      |                      |                      |
| НСДАП |                      |                      | 1                    | 1                    | 1                    | 15                   | 14                   |
| Всего | 36                   | 36                   | 36                   | 36                   | 36                   | 36                   | 36                   |
| жирным выделены партии, формировавшие по результатам выборов правящую коалицию                                        |                      |                      |                      |                      |                      |                      |                      |